# 國立臺北護理健康大學城區部文教大樓
國立臺北護理健康大學城區部文教大樓，是一座位在臺北市的國立臺北護理健康大學的建築，為高而潘建築師設計的現代主義建築。